# Фредерик VIII
Фредерик VIII (дат. Frederik VIII Christian Vilhelm Carl von Schleswig-Holstein, Konge af Danmark, 3 июня 1843[…], Жёлтый дворец, Копенгаген — 14 мая 1912[…], Гамбург) — король Дании с 29 января 1906 года. Старший сын короля Кристиана IX и Луизы Гессен-Кассельской. Из династии Глюксбургов.

## Биография

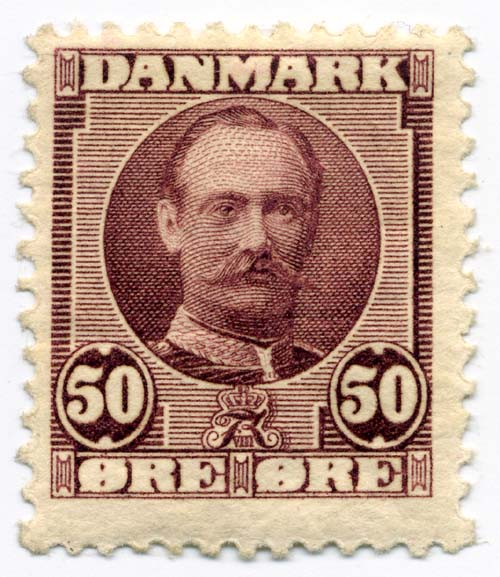
Почтовая марка Дании, посвящённая Фредерику VIII, 1907, 50 эре

Будучи наследным принцем, принимал формальное участие в Датской войне 1864 года против Австрии и Пруссии. Впоследствии помогал отцу в работе с правительством. После его смерти в январе 1906 года взошёл на престол.
Во многих отношениях Фредерик был либеральным правителем, более благожелательным к парламентской системе, чем его отец. В 1907 году он сформировал комиссию по разработке законопроекта о частичном самоуправлении Исландии, но конечный результат не был достигнут. Популярность Фредерика была основана на его искренности в политике и простом образе жизни. Из-за преклонного возраста и слабого здоровья правил Фредерик недолго.
Во время возвращения из поездки по Франции Фредерик ненадолго остановился в Гамбурге, в отеле Hamburger Hof. Прибыв вечером в гостиницу, он инкогнито отправился на прогулку по улице Юнгфернштиг (нем. Jungfernstieg). По дороге с ним случился обморок, он упал на парковую скамью и скончался. Тело было обнаружено полицией и доставлено в больницу, где врачи констатировали смерть от приступа паралича. Фредерик, как и многие другие члены королевской семьи, был похоронен в соборе города Роскилле.
Потомки Фредерика правят в Дании, Норвегии (дети его сына, принца Карла), Бельгии и Люксембурге (дети его дочери, принцессы Ингеборги).

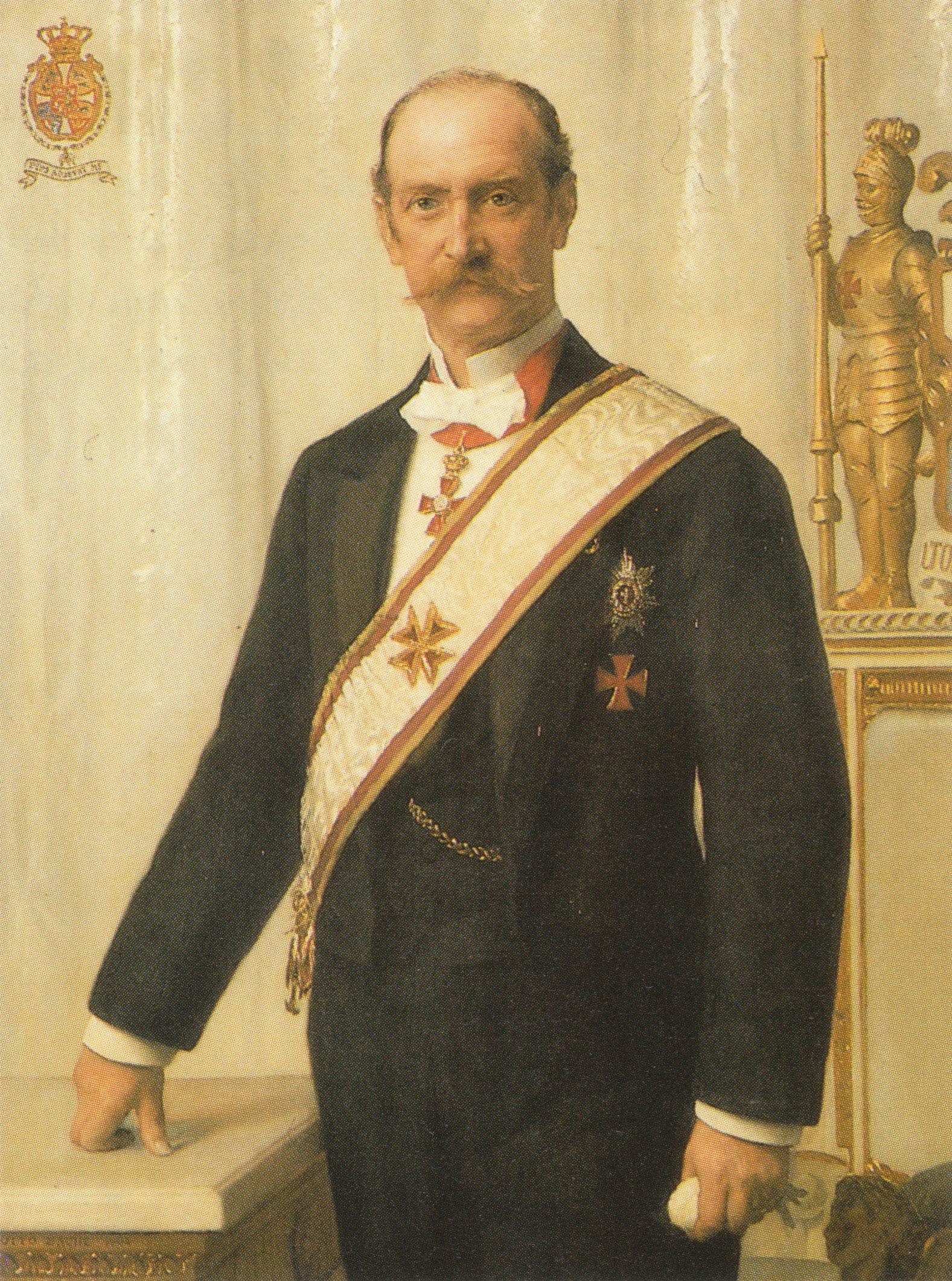
Король Дании Фредерик VIII

## Масонство
Был масоном и великим мастером. В течение 41 года, с 1871 года по 1912 год, возглавлял Датский орден вольных каменщиков.

## Браки и дети

2 кроны 1906 г. — датская памятная монета по поводу смерти короля Кристиана IX и восшествия на престол Фредерика VIII

Мать Фредерика сначала намеревалась женить сына на одной из дочерей английской королевы Виктории, но Виктория не хотела, чтобы её дочери вышли замуж за иностранного наследника престола и покинули Англию. Она желала породниться с одним из немецких принцев. В итоге королеве Луизе пришлось искать другую жену для сына. В июле 1868 года Фредерик был помолвлен с 17-летней дочерью шведского короля Карла XV Ловисой. Ловиса была родом из династии Бернадотов, родоначальник которой Жан Бернадот был маршалом Франции во времена правления Наполеона Бонапарта.
28 июля 1869 года Фредерик и Ловиса вступили в брак. Дети:
- Кристиан Карл Фредерик Альберт Александр Вильгельм (1870—1947) — король Дании Кристиан X; был женат на герцогине Александре Мекленбург-Шверинской, старшей дочери великого герцога Мекленбург-Шверинского Фридриха Франца III и великой княжны Анастасии Михайловны; в браке родилось два сына.
- Кристиан Фредерик Карл Георг Вальдемар Аксель (1872—1957) — король Норвегии Хокон VII с 1905 года; был женат на своей двоюродной сестре принцессе Мод Великобританской, младшей дочери короля Великобритании и императора Индии Эдуарда VII и Александры Датской; имели одного сына.
- Луиза Каролина Жозефина София Тира Ольга (1875—1906) — супруга принца Фридриха Шаумбург-Липпского с 1896 года, сына Вильгельма Шаумбург-Липпского и Батильды Ангальт-Дессауской; супруги имели двух дочерей и сына.
- Харальд Кристиан Фредерик (1876—1949) — супруг принцессы Елены Аделаиды Зондербург-Глюксбургской, третьей дочери герцога Глюксбургского Фридриха Фердинанда и Каролины Матильды Августенбургской; имели пятерых детей.
- Ингеборга Шарлотта Каролина Фредерика Луиза (1878—1958) — супруга принца шведского и норвежского Карла с 1897 года, третьего сына короля Оскара II и Софии Нассауской; имели троих дочерей и сына.
- Тира Луиза Каролина Амалия Елизавета Августа (1880—1945) — замуж не входила, потомков не оставила.
- Кристиан Фредерик Вильгельм Вальдемар Густав (1887—1944) — женат не был, потомков не оставил.
- Дагмара Луиза Елизавета (1890—1961) — супруга Йоргена Карла Густава Кастеншильда с 1922 года, сына камергера королевского двора Антона Кастеншильда и Софии Стэнсен-Лет; имели пятерых детей.